# 2008年夏季奧林匹克運動會男子水球比賽
2008年夏季奧林匹克運動會男子水球比賽自8月10日至8月24日進行，比賽場館為英东游泳馆。共分兩個階段進行，共12支球隊參加，總比賽場數為44場。其中小組賽階段，12支球隊被分為2個小組，進行單循環賽，共30場比賽，獲得小組前三名的球隊晉級1-6名排位賽；小組後三名的球隊晉級7-12名排位賽；排位賽各分三輪再決定最終名次及爭奪獎牌。

## 獎牌榜
| 項目             | 金牌 | 银牌 | 铜牌 |
| 男子水球（詳細） | 匈牙利（HUN） · 塞奇·佐尔坦 · 沃尔高·陶马什 · 毛道劳什·诺贝特 · 沃尔高·德奈什 · 卡沙什·陶马什 · 霍什年斯基·诺贝特 · 基什·盖尔盖伊 · 拜奈代克·蒂博尔 · 沃尔高·达尼埃尔 · 比罗什·彼得 · 基什·加博尔 · 莫尔纳·陶马什 · 盖尔盖伊·伊什特万 | 美国（USA） · 梅里尔·摩西 · 彼得·瓦雷拉斯 · 彼得·赫德纳特 · 杰弗里·鲍尔斯 · 亚当·赖特 · 里克·默洛 · 莱恩·博宾 · 托尼·阿泽维多 · 瑞安·贝利 · 蒂姆·胡滕 · 杰西·史密斯 · 詹姆斯·克伦普霍尔兹 · 布兰登·布鲁克斯 | 塞尔维亚（SRB） · 丹尼斯·舍菲克 · 日夫科·戈齐奇 · 安德里亚·普尔拉伊诺维奇 · 瓦尼亚·乌多维契奇 · 德扬·萨维奇 · 杜什科·皮耶特洛维奇 · 尼古拉·拉真 · 菲利普·菲利波维奇 · 亚历山大·契里奇 · 亚历山大·沙皮奇 · 弗拉迪米尔·武亚辛诺维奇 · 布兰科·佩科维奇 · 斯洛博丹·索罗 |

## 赛程

### 小组赛

#### A组
| 隊伍       | 賽 | 勝 | 和 | 負 | 得球 | 失球 | 積分 |
| ---------- | -- | -- | -- | -- | ---- | ---- | ---- |
| 匈牙利     | 5  | 4  | 1  | 0  | 60   | 36   | 9    |
| 西班牙     | 5  | 4  | 0  | 1  | 52   | 34   | 8    |
| 蒙特內哥羅 | 5  | 2  | 2  | 1  | 43   | 33   | 6    |
|            | 5  | 2  | 1  | 2  | 45   | 40   | 5    |
| 希腊       | 5  | 1  | 0  | 4  | 39   | 56   | 2    |
| 加拿大     | 5  | 0  | 0  | 5  | 21   | 61   | 0    |

| 2008年8月10日 9:30 | 報告 | 西班牙                        | 16–6 | 加拿大 | 北京英东泳馆 |
| 2008年8月10日 9:30 | 報告 | 每節比分： 5:2, 4:2, 3:1, 4:1 |      |        | 北京英东泳馆 |

| 2008年8月10日 10:50 | 報告 | 匈牙利                        | 10–10 | 蒙特內哥羅 | 北京英东泳馆 裁判： 博里什·马尔盖塔（斯洛文尼亚） |
| 2008年8月10日 10:50 | 報告 | 每節比分： 3:3, 3:1, 2:4, 2:2 |       |            | 北京英东泳馆 裁判： 博里什·马尔盖塔（斯洛文尼亚） |

| 2008年8月10日 14:00 | 3 |                               | 12–8 | 希腊 | 北京英东泳馆 裁判： 托尔斯滕·博克（德国）／阿伦·钱尼（美国） |
| 2008年8月10日 14:00 | 3 | 每節比分： 5:5, 4:3, 2:0, 1:0 |      |      | 北京英东泳馆 裁判： 托尔斯滕·博克（德国）／阿伦·钱尼（美国） |

| 2008年8月12日 9:30 | 12 | 加拿大                        | 0–12 | 蒙特內哥羅 | 北京英东泳馆 裁判： 斯蒂芬·奈茨（新西兰）／盖伊·平克（南非） |
| 2008年8月12日 9:30 | 12 | 每節比分： 0:3, 0:4, 0:4, 0:1 |      |            | 北京英东泳馆 裁判： 斯蒂芬·奈茨（新西兰）／盖伊·平克（南非） |

| 2008年8月12日 10:50 | 8 | 西班牙                        | 9–8 |  | 北京英东泳馆 裁判： 博里什·马尔盖塔（斯洛文尼亚）／卡普蒂·马西米利亚诺（意大利） |
| 2008年8月12日 10:50 | 8 | 每節比分： 4:0, 2:4, 2:2, 1:2 |     |  | 北京英东泳馆 裁判： 博里什·马尔盖塔（斯洛文尼亚）／卡普蒂·马西米利亚诺（意大利） |

| 2008年8月12日 14:00 | 7 | 希腊                          | 6–17 | 匈牙利 | 北京英东泳馆 裁判： 姆拉登·拉克（克罗地亚）／米哈伊洛·契里奇（塞尔维亚） |
| 2008年8月12日 14:00 | 7 | 每節比分： 2:7, 2:2, 1:4, 1:4 |      |        | 北京英东泳馆 裁判： 姆拉登·拉克（克罗地亚）／米哈伊洛·契里奇（塞尔维亚） |

| 2008年8月14日 12:10 | 報告 | 匈牙利                        | 8–5 | 西班牙 | 北京英东泳馆 |
| 2008年8月14日 12:10 | 報告 | 每節比分： 2:3, 4:2, 0:0, 2:0 |     |        | 北京英东泳馆 |

| 2008年8月14日 14:00 | 報告 | 蒙特內哥羅                    | 10–6 | 希腊 | 北京英东泳馆 |
| 2008年8月14日 14:00 | 報告 | 每節比分： 3:1, 2:1, 5:2, 0:2 |      |      | 北京英东泳馆 |

| 2008年8月14日 15:20 | 報告 |                               | 8–5 | 加拿大 | 北京英东泳馆 |
| 2008年8月14日 15:20 | 報告 | 每節比分： 2:3, 2:1, 3:1, 1:0 |     |        | 北京英东泳馆 |

| 2008年8月16日 10:50 | 報告 | 加拿大                        | 7–13 | 希腊 | 北京英东泳馆 |
| 2008年8月16日 10:50 | 報告 | 每節比分： 1:6, 4:5, 2:1, 0:1 |      |      | 北京英东泳馆 |

| 2008年8月16日 14:00 | 報告 | 西班牙                        | 12–6 | 蒙特內哥羅 | 北京英东泳馆 裁判： 阿伦·钱尼（美国）／艾哈迈德·埃尔汗·图尔加（土耳其） |
| 2008年8月16日 14:00 | 報告 | 每節比分： 3:0, 4:1, 3:4, 2:1 |      |            | 北京英东泳馆 裁判： 阿伦·钱尼（美国）／艾哈迈德·埃尔汗·图尔加（土耳其） |

| 2008年8月16日 15:20 | 報告 |                               | 12–13 | 匈牙利 | 北京英东泳馆 裁判： 约翰·卡雷尔·克洛佩（荷兰）／姆拉登·拉克（克罗地亚） |
| 2008年8月16日 15:20 | 報告 | 每節比分： 4:4, 1:5, 4:2, 3:2 |       |        | 北京英东泳馆 裁判： 约翰·卡雷尔·克洛佩（荷兰）／姆拉登·拉克（克罗地亚） |

| 2008年8月18日 10:50 | 報告 | 匈牙利                        | 12–3 | 加拿大 | 北京英东泳馆 裁判： 米哈伊洛·契里奇（塞尔维亚）／布赖恩·利特尔约翰（英国） |
| 2008年8月18日 10:50 | 報告 | 每節比分： 3:1, 3:0, 1:2, 5:0 |      |        | 北京英东泳馆 裁判： 米哈伊洛·契里奇（塞尔维亚）／布赖恩·利特尔约翰（英国） |

| 2008年8月18日 12:10 | 報告 | 蒙特內哥羅                    | 5–5 |  | 北京英东泳馆 裁判： 阿伦·钱尼（美国）／卡普蒂·马西米利亚诺（意大利） |
| 2008年8月18日 12:10 | 報告 | 每節比分： 2:1, 1:2, 0:1, 2:1 |     |  | 北京英东泳馆 裁判： 阿伦·钱尼（美国）／卡普蒂·马西米利亚诺（意大利） |

| 2008年8月18日 15:20 | 29 | 西班牙                        | 10–6 | 希腊 | 北京英东泳馆 |
| 2008年8月18日 15:20 | 29 | 每節比分： 2:0, 3:0, 3:5, 2:1 |      |      | 北京英东泳馆 |

#### B组
| 隊伍     | 賽 | 勝 | 和 | 負 | 得球 | 失球 | 積分 |
| -------- | -- | -- | -- | -- | ---- | ---- | ---- |
| 美国     | 5  | 4  | 0  | 1  | 37   | 31   | 8    |
|          | 5  | 4  | 0  | 1  | 56   | 31   | 8    |
| 塞爾維亞 | 5  | 3  | 1  | 1  | 50   | 38   | 7    |
| 德国     | 5  | 2  | 1  | 2  | 33   | 44   | 5    |
| 義大利   | 5  | 2  | 0  | 3  | 57   | 50   | 4    |
| 中国     | 5  | 0  | 0  | 5  | 25   | 64   | 0    |

| 2008年8月10日 12:10 | 4 | 塞爾維亞                      | 11–7 | 德国 | 北京英东泳馆 裁判： 艾哈迈德·埃尔汗·图尔加（土耳其）／布赖恩·利特尔约翰（英国） |
| 2008年8月10日 12:10 | 4 | 每節比分： 1:3, 5:2, 2:2, 3:0 |      |      | 北京英东泳馆 裁判： 艾哈迈德·埃尔汗·图尔加（土耳其）／布赖恩·利特尔约翰（英国） |

| 2008年8月10日 15:20 | 6 |                               | 11–7 | 義大利 | 北京英东泳馆 裁判： 米哈伊·安杰洛·西米翁（罗马尼亚）／谢尔盖·安齐费罗夫（俄罗斯） |
| 2008年8月10日 15:20 | 6 | 每節比分： 3:3, 2:0, 4:1, 2:3 |      |        | 北京英东泳馆 裁判： 米哈伊·安杰洛·西米翁（罗马尼亚）／谢尔盖·安齐费罗夫（俄罗斯） |

| 2008年8月10日 16:40 | 5 | 美国                          | 8–4 | 中国 | 北京英东泳馆 |
| 2008年8月10日 16:40 | 5 | 每節比分： 3:1, 1:2, 2:1, 2:0 |     |      | 北京英东泳馆 |

| 2008年8月12日 12:10 | 10 | 義大利                        | 11–12 | 美国 | 北京英东泳馆 裁判： 马里奥·布尔古连（黑山）／德西奥·帕泰利（巴西 |
| 2008年8月12日 12:10 | 10 | 每節比分： 1:2, 2:3, 4:3, 4:4 |       |      | 北京英东泳馆 裁判： 马里奥·布尔古连（黑山）／德西奥·帕泰利（巴西 |

| 2008年8月12日 15:20 | 11 | 塞爾維亞                      | 8–11 |  | 北京英东泳馆 裁判： 加埃唐·蒂科特（加拿大）／约翰·卡雷尔·克洛佩（荷兰） |
| 2008年8月12日 15:20 | 11 | 每節比分： 3:1, 1:4, 1:4, 3:2 |      |  | 北京英东泳馆 裁判： 加埃唐·蒂科特（加拿大）／约翰·卡雷尔·克洛佩（荷兰） |

| 2008年8月12日 16:40 | 9 | 德国                          | 6–5 | 中国 | 北京英东泳馆 裁判： 海梅·莫利内尔·莫林斯（西班牙）／迈克尔·爱德华·哈特（澳大利亚） |
| 2008年8月12日 16:40 | 9 | 每節比分： 0:2, 5:2, 0:0, 0:1 |     |      | 北京英东泳馆 裁判： 海梅·莫利内尔·莫林斯（西班牙）／迈克尔·爱德华·哈特（澳大利亚） |

| 2008年8月14日 9:30 | 報告 |                               | 13–5 | 德国 | 北京英东泳馆 裁判： 海梅·莫利内尔·莫林斯（西班牙）／尼古劳斯·阿伊罗斯（希腊） |
| 2008年8月14日 9:30 | 報告 | 每節比分： 4:1, 3:2, 2:1, 4:1 |      |      | 北京英东泳馆 裁判： 海梅·莫利内尔·莫林斯（西班牙）／尼古劳斯·阿伊罗斯（希腊） |

| 2008年8月14日 10:50 | 報告 | 美国                          | 2–4 | 塞爾維亞 | 北京英东泳馆 裁判： 谢尔盖·安齐费罗夫（俄罗斯）／布赖恩·利特尔约翰（英国） |
| 2008年8月14日 10:50 | 報告 | 每節比分： 0:0, 1:2, 0:2, 1:0 |     |          | 北京英东泳馆 裁判： 谢尔盖·安齐费罗夫（俄罗斯）／布赖恩·利特尔约翰（英国） |

| 2008年8月14日 16:40 | 報告 | 中国                          | 7–19 | 義大利 | 北京英东泳馆 裁判： 基赛伊·加博尔（匈牙利）／拉多斯瓦夫·彼得·科雷兹纳（波兰） |
| 2008年8月14日 16:40 | 報告 | 每節比分： 2:5, 2:5, 1:4, 2:5 |      |        | 北京英东泳馆 裁判： 基赛伊·加博尔（匈牙利）／拉多斯瓦夫·彼得·科雷兹纳（波兰） |

| 2008年8月16日 9:30 | 報告 | 德国                          | 8–7 | 義大利 | 北京英东泳馆 裁判： 马里奥·布尔古连（黑山）／加埃唐·蒂科特（加拿大） |
| 2008年8月16日 9:30 | 報告 | 每節比分： 2:1, 3:1, 0:2, 3:3 |     |        | 北京英东泳馆 裁判： 马里奥·布尔古连（黑山）／加埃唐·蒂科特（加拿大） |

| 2008年8月16日 12:10 | 報告 |                               | 5–7 | 美国 | 北京英东泳馆 |
| 2008年8月16日 12:10 | 報告 | 每節比分： 2:2, 1:3, 0:0, 2:2 |     |      | 北京英东泳馆 |

| 2008年8月16日 16:40 | 報告 | 塞爾維亞                      | 15–5 | 中国 | 北京英东泳馆 |
| 2008年8月16日 16:40 | 報告 | 每節比分： 5:2, 2:1, 4:2, 4:0 |      |      | 北京英东泳馆 |

| 2008年8月18日 9:30 | 報告 | 塞爾維亞                      | 12–13 | 義大利 | 北京英东泳馆 裁判： 约翰·卡雷尔·克洛佩（荷兰）／谢尔盖·安齐费罗夫（俄罗斯） |
| 2008年8月18日 9:30 | 報告 | 每節比分： 3:3, 2:3, 3:5, 4:2 |       |        | 北京英东泳馆 裁判： 约翰·卡雷尔·克洛佩（荷兰）／谢尔盖·安齐费罗夫（俄罗斯） |

| 2008年8月18日 14:00 | 報告 | 美国                          | 8–7 | 德国 | 北京英东泳馆 裁判： 博里什·马尔盖塔（斯洛文尼亚）／基赛伊·加博尔（匈牙利） |
| 2008年8月18日 14:00 | 報告 | 每節比分： 3:2, 2:1, 2:2, 1:2 |     |      | 北京英东泳馆 裁判： 博里什·马尔盖塔（斯洛文尼亚）／基赛伊·加博尔（匈牙利） |

| 2008年8月18日 16:40 | 報告 | 中国                          | 4–16 |  | 北京英东泳馆 裁判： 迈克尔·爱德华·哈特（澳大利亚）／尼古劳斯·阿伊罗斯（希腊） |
| 2008年8月18日 16:40 | 報告 | 每節比分： 0:4, 0:3, 1:1, 3:8 |      |  | 北京英东泳馆 裁判： 迈克尔·爱德华·哈特（澳大利亚）／尼古劳斯·阿伊罗斯（希腊） |

### 7-12名排位赛

#### 第1轮
| 2008年8月20日 9:30 | 報告 | 加拿大                        | 11–13                   | 意大利                 | 北京英东泳馆 裁判： 姆拉登·拉克（克罗地亚）／倪世伟（中国） |
| 2008年8月20日 9:30 | 報告 | 每節比分： 1:4, 3:2, 3:3, 4:4 |                         |                        | 北京英东泳馆 裁判： 姆拉登·拉克（克罗地亚）／倪世伟（中国） |
| 2008年8月20日 9:30 | 報告 | 凯文·格雷厄姆（4）            | 進球最多球員 （進球數） | 莱奥纳尔多·索塔尼（3） | 北京英东泳馆 裁判： 姆拉登·拉克（克罗地亚）／倪世伟（中国） |

| 2008年8月20日 10:50 | 報告 | 希臘                          | 13–8                    | 中國        | 北京英东泳馆 裁判： 阿兰·巴尔凡巴耶夫（哈萨克斯坦）／斯蒂芬·奈茨（新西兰） |
| 2008年8月20日 10:50 | 報告 | 每節比分： 3:1, 4:4, 2:0, 4:3 |                         |             | 北京英东泳馆 裁判： 阿兰·巴尔凡巴耶夫（哈萨克斯坦）／斯蒂芬·奈茨（新西兰） |
| 2008年8月20日 10:50 | 報告 | 乔治斯·恩托斯卡斯（4）        | 進球最多球員 （進球數） | 谢俊敏（3） | 北京英东泳馆 裁判： 阿兰·巴尔凡巴耶夫（哈萨克斯坦）／斯蒂芬·奈茨（新西兰） |

#### 第2轮
| 2008年8月22日 10:50 | 報告 | 澳洲                                               | 17–16                   | 意大利                     | 北京英东泳馆 裁判： 海梅·莫利内尔·莫林斯（西班牙）／阿伦·钱尼（美国） |
| 2008年8月22日 10:50 | 報告 | 每節比分： 4:2, 1:5, 4:0, 1:3 . 加時： 0:1 3:2 4:3 |                         |                            | 北京英东泳馆 裁判： 海梅·莫利内尔·莫林斯（西班牙）／阿伦·钱尼（美国） |
| 2008年8月22日 10:50 | 報告 | 萨姆·迈克格雷戈（3）                               | 進球最多球員 （進球數） | 亚历山德罗·卡尔卡泰拉（6） | 北京英东泳馆 裁判： 海梅·莫利内尔·莫林斯（西班牙）／阿伦·钱尼（美国） |

| 2008年8月22日 17:00 | 報告 | 德國                          | 9–13                    | 希臘                   | 北京英东泳馆 裁判： 米哈伊洛·契里奇（塞尔维亚）／德西奥·帕泰利（巴西） |
| 2008年8月22日 17:00 | 報告 | 每節比分： 3:3, 1:3, 2:4, 3:3 |                         |                        | 北京英东泳馆 裁判： 米哈伊洛·契里奇（塞尔维亚）／德西奥·帕泰利（巴西） |
| 2008年8月22日 17:00 | 報告 | 海科·诺塞克（3）              | 進球最多球員 （進球數） | 乔治斯·恩托斯卡斯（6） | 北京英东泳馆 裁判： 米哈伊洛·契里奇（塞尔维亚）／德西奥·帕泰利（巴西） |

#### 第3轮（最终名次赛）

##### 11/12名排位赛
| 2008年8月22日 9:30 | 報告 | 加拿大                        | 8–7                     | 中國                | 北京英东泳馆 裁判： 拉多斯瓦夫·彼得·科雷兹纳／尼古劳斯·阿伊罗斯（希腊） |
| 2008年8月22日 9:30 | 報告 | 每節比分： 1:1, 3:1, 1:2, 3:3 |                         |                     | 北京英东泳馆 裁判： 拉多斯瓦夫·彼得·科雷兹纳／尼古劳斯·阿伊罗斯（希腊） |
| 2008年8月22日 9:30 | 報告 | 贾斯廷·博伊德、让·萨伊格（2） | 進球最多球員 （進球數） | 余利君、韩志东（2） | 北京英东泳馆 裁判： 拉多斯瓦夫·彼得·科雷兹纳／尼古劳斯·阿伊罗斯（希腊） |

##### 9/10名排位赛
| 2008年8月24日 9:30 | 報告 | 意大利                        | 10–8                    | 德國                                                         | 北京英东泳馆 裁判： 姆拉登·拉克（克罗地亚）／迈克尔·爱德华·哈特（澳大利亚） |
| 2008年8月24日 9:30 | 報告 | 每節比分： 4:3, 1:1, 1:1, 4:3 |                         |                                                              | 北京英东泳馆 裁判： 姆拉登·拉克（克罗地亚）／迈克尔·爱德华·哈特（澳大利亚） |
| 2008年8月24日 9:30 | 報告 | 亚历山德罗·卡尔卡泰拉（5）    | 進球最多球員 （進球數） | 马尔科·萨维奇、托马斯·舍特维蒂斯、安德烈亚斯·施洛特贝克（2） | 北京英东泳馆 裁判： 姆拉登·拉克（克罗地亚）／迈克尔·爱德华·哈特（澳大利亚） |

##### 7/8名排位赛
| 2008年8月24日 10:50 | 報告 | 澳洲                          | 8–9                     | 希臘                                                  | 北京英东泳馆 裁判： 米哈伊·安杰洛·西米翁（罗马尼亚）／盖伊·平克（南非） |
| 2008年8月24日 10:50 | 報告 | 每節比分： 2:3, 2:2, 3:1, 1:3 |                         |                                                       | 北京英东泳馆 裁判： 米哈伊·安杰洛·西米翁（罗马尼亚）／盖伊·平克（南非） |
| 2008年8月24日 10:50 | 報告 | 彼得罗·菲廖利（3）            | 進球最多球員 （進球數） | 阿纳斯塔西奥斯·斯基扎斯、赫里斯托斯·阿夫鲁扎基斯（2） | 北京英东泳馆 裁判： 米哈伊·安杰洛·西米翁（罗马尼亚）／盖伊·平克（南非） |

### 1-6名排位赛

#### 第1轮（四分之一决赛）
| 2008年8月20日 16:00 | 報告 | 黑山                                                           | 7–6                     | 克羅地亞           | 北京英东泳馆 裁判： 艾哈迈德·埃尔汗·图尔加（土耳其）／托尔斯滕·博克（德国） |
| 2008年8月20日 16:00 | 報告 | 每節比分： 3:1, 2:3, 1:0, 1:2                                  |                         |                    | 北京英东泳馆 裁判： 艾哈迈德·埃尔汗·图尔加（土耳其）／托尔斯滕·博克（德国） |
| 2008年8月20日 16:00 | 報告 | 尼古拉·亚诺维奇、亚历山大·伊沃维奇、弗拉迪米尔·戈伊科维奇（2） | 進球最多球員 （進球數） | 伊戈尔·希尼奇（2） | 北京英东泳馆 裁判： 艾哈迈德·埃尔汗·图尔加（土耳其）／托尔斯滕·博克（德国） |

| 2008年8月20日 17:20 | 報告 | 西班牙                        | 5–9                     | 塞爾維亞                 | 北京英东泳馆 裁判： 加埃唐·蒂科特（加拿大）／约翰·卡雷尔·克洛佩（荷兰） |
| 2008年8月20日 17:20 | 報告 | 每節比分： 1:0, 1:5, 1:2, 2:2 |                         |                          | 北京英东泳馆 裁判： 加埃唐·蒂科特（加拿大）／约翰·卡雷尔·克洛佩（荷兰） |
| 2008年8月20日 17:20 | 報告 | 吉列尔莫·莫利纳（2）          | 進球最多球員 （進球數） | 杜什科·皮耶特洛维奇（4） | 北京英东泳馆 裁判： 加埃唐·蒂科特（加拿大）／约翰·卡雷尔·克洛佩（荷兰） |

#### 第2轮（半决赛）
| 2008年8月22日 18:20 | 38 | 匈牙利                        | 11–9                    | 黑山                                                             | 北京英东泳馆 裁判： 米哈伊·安杰洛·西米翁（罗马尼亚）／艾哈迈德·埃尔汗·图尔加（土耳其） |
| 2008年8月22日 18:20 | 38 | 每節比分： 3:4, 3:3, 3:0, 2:2 |                         |                                                                  | 北京英东泳馆 裁判： 米哈伊·安杰洛·西米翁（罗马尼亚）／艾哈迈德·埃尔汗·图尔加（土耳其） |
| 2008年8月22日 18:20 | 38 | 基什·盖尔盖伊（3）            | 進球最多球員 （進球數） | 尼古拉·亚诺维奇、韦利科·乌斯科科维奇、弗拉迪米尔·戈伊科维奇（2） | 北京英东泳馆 裁判： 米哈伊·安杰洛·西米翁（罗马尼亚）／艾哈迈德·埃尔汗·图尔加（土耳其） |

| 2008年8月22日 19:40 | 39 | 美國                          | 10–5                    | 塞爾維亞                                          | 北京英东泳馆 裁判： 加埃唐·蒂科特（加拿大）／博里什·马尔盖塔（斯洛文尼亚） |
| 2008年8月22日 19:40 | 39 | 每節比分： 3:3, 2:1, 2:1, 3:0 |                         |                                                   | 北京英东泳馆 裁判： 加埃唐·蒂科特（加拿大）／博里什·马尔盖塔（斯洛文尼亚） |
| 2008年8月22日 19:40 | 39 | 托尼·阿泽维多（3）            | 進球最多球員 （進球數） | 杜什科·皮耶特洛维奇、弗拉迪米尔·武亚辛诺维奇（2） | 北京英东泳馆 裁判： 加埃唐·蒂科特（加拿大）／博里什·马尔盖塔（斯洛文尼亚） |

#### 第3轮（最终名次赛）

##### 5/6名排位赛
| 2008年8月24日 13:00 | 報告 | 克羅地亞                        | 9–11                    | 西班牙             | 北京英东泳馆 裁判： 阿伦·钱尼（美国）／基赛伊·加博尔（匈牙利） |
| 2008年8月24日 13:00 | 報告 | 每節比分： 2:0, 3:5, 1:3, 3:3   |                         |                    | 北京英东泳馆 裁判： 阿伦·钱尼（美国）／基赛伊·加博尔（匈牙利） |
| 2008年8月24日 13:00 | 報告 | 安德罗·布什列、泰奥·乔加什（2） | 進球最多球員 （進球數） | 加西亚·哈维尔（4） | 北京英东泳馆 裁判： 阿伦·钱尼（美国）／基赛伊·加博尔（匈牙利） |

##### 季軍戰
| 2008年8月24日 14:20 | 報告 | 黑山                          | 4–6                     | 塞爾維亞         | 北京英东泳馆 裁判： 艾哈迈德·埃尔汗·图尔加（土耳其）／博里什·马尔盖塔（斯洛文尼亚） |
| 2008年8月24日 14:20 | 報告 | 每節比分： 0:2, 1:2, 1:2, 2:0 |                         |                  | 北京英东泳馆 裁判： 艾哈迈德·埃尔汗·图尔加（土耳其）／博里什·马尔盖塔（斯洛文尼亚） |
| 2008年8月24日 14:20 | 報告 | 姆拉詹·亚诺维奇 (2)           | 進球最多球員 （進球數） | 德扬·萨维奇（2） | 北京英东泳馆 裁判： 艾哈迈德·埃尔汗·图尔加（土耳其）／博里什·马尔盖塔（斯洛文尼亚） |

##### 決賽
| 2008年8月24日 15:40 | 報告 | 匈牙利                            | 14–10                   | 美國              | 北京英东泳馆 裁判： 加埃唐·蒂科特（加拿大）／马里奥·布尔古连（黑山） |
| 2008年8月24日 15:40 | 報告 | 每節比分： 6:4, 3:4, 2:1, 3:1     |                         |                   | 北京英东泳馆 裁判： 加埃唐·蒂科特（加拿大）／马里奥·布尔古连（黑山） |
| 2008年8月24日 15:40 | 報告 | 比罗什·彼得、沃尔高·达尼埃尔（3） | 進球最多球員 （進球數） | 托尼·阿泽维多 (4) | 北京英东泳馆 裁判： 加埃唐·蒂科特（加拿大）／马里奥·布尔古连（黑山） |